# Физикогеографска регионализация на Полша
Физокогеографска регионализация на Полша (на полски: Regionalizacja fizycznogeograficzna Polski) е физокогеографска регионализация разработена от полския географ Йежи Кондрацки през втората половина на XX век.

## История

### До Втората световна война
Първи писмени данни за физикогеографските особеност на територията на Полша се откриват в географията на Ян Длугош „Хорография на Полското кралство“ (на латински: Chorografia regni Polaniae) от XV век. В следващите няколко века този труд е единствен извор за географски знания. Оживление настъпва в началото на XIX век благодарение на издадения от Станислав Сташиц труд „За геоложката структура на Карпатите и други планини и равнини в Полша“ (на полски: O ziemiorodztwie Karpatów i innych gór i równin Polski) (1815), към който е прибавена първата геоложка карта на Полша.
Следващ етап в развитието на възгледите за физикогеографската регионализация на полските земи настъпва на границата на XIX и XX век. През 1895 година Антони Рехман публикува двутомния труд „Земите на Някогашна Полша и съседните славянски страни описани от физикогеографска гледна точка“ (на полски: Ziemie dawnej Polski i sąsiednich krajów słowiańskich" opisane pod względem fizyczno geograficznym). Регионалното деление, което предлага се опира на геоморфоложки и хидрографски особености. На голяма популярност се радват възгледите за географията на полските земи на Вацлав Налковски. Те са представени за пръв път в колективния труд „Географски речник на Кралство Полша и други славянски страни“ (на полски: Słownik geograficznym Królewstwa Polskiego i innych krajów słowiańskich) (1887). През 1912 година във Варшава излиза от печат „Ландшафтът на Полша“ (на полски: Krajobraz Polski) на Йежи Смоленски, доцент в Ягелонския университет.

## 31Средноевропейска равнина
313 Южнобалтийски крайбрежни области
313.2 – 3 Шчечинско крайбрежие
313.21 Узнам и Волин
313.22 Тшебятовски бряг
313.23 Вкшанска равнина (Полишка равнина)
313.24 Долина на Долна Одра
313.25 Голеньовска равнина
313.26 Шчечински възвишения
313.27 Буковски хълмове
313.28 Велтинска равнина
313.31 Пижишко-Старгардска равнина
313.32 Новогардска равнина
313.33 Грифишка равнина
313.4 Кошалинско крайбрежие
313.41 Словински бряг
313.42 Бялогардска равнина
313.43 Слупска равнина
313.44 Дамнишка височина
313.45 Жарновешка височина
313.46 Реда-Леба (трогова долина)
313.5 Гданско крайбрежие
313.51 Кашубско крайбрежие
313.52 Хелска коса
313.53 Висленска коса
313.54 Жулави Вишляне
313.55 Елбьонгска височина
313.56 Варминска равнина
313.57 Старопруски бряг
314 – 316 Южнобалтийски езерни области
314.4 Западнопоморска езерна област
314.41 Мишлиборска езерна област
314.42 Хошченска езерна област
314.43 Инска езерна област
314.44 Лобеска височина
314.45 Дравска езерна област
314.46 Поляновска височина
314.47 Битовска езерна област
314.5 Източнопоморска езерна област
314.51 Кашубска езерна област
314.52 Старогардска езерна област
314.6 – 7 Южнопоморска езерна област
314.61 Гожовска равнина
314.62 Добегневска езерна област
314.63 Дравска равнина
314.64 Валешка езерна област
314.65 Валешка равнина
314.66 Шчечинешка езерна област
314.67 Хажиковска равнина
314.68 Долина на Гвда
314.69 Крайненска езерна област
314.71 Тухолски гори
314.72 Долина на Бърда
314.73 Швецка височина
314.8 Долина на Долна Висла
314.81 Квидзинска долина
314.82 Груджьондзка котловина
314.83 Фордонска долина
314.9 Илавска езерна област
315.1 Хелминско-Добжинска езерна област
315.11 Хелминска езерна област
315.12 Броднишка езерна област
315.13 Долина на Дървенца
315.14 Добжинска езерна област
315.15 Любавска гърбица
315.16 Уршулевска равнина
315.3 Торунско-Ебервалдска трогова долина
315.31 Фрейенвалдска котловина
315.32 Гожовска котливина
315.33 Долина на Среден Нотеч
315.34 Торунска котловина
315.35 Плошка котловина
315.4 Любушка езерна област (Бранденбургско-Любушка)
315.41 Любушки пролом на Одра
315.42 Лаговска езерна област
315.43 Тожимска равина
315.44 Здоншинска бразда
315.5 Великополска езерна област
315.51 Познанска езерна област
315.52 Познански пролом на Варта
315.53 Ходжеска езерна област
315.54 Гнезненска езерна област
315.55 Иновроцлавска равнина
315.56 Вжешинска равнина
315.57 Куявска езерна област
315.6 Варчянско-Одренска трогова долина
315.61 Долина на Средна Одра
315.62 Карговска котловина
315.63 Долина на Средна Обра
315.64 Шремска котловина
315.7 Жельоногурски възвишения
315.71 Губински възвишения
315.72 Долина на Долен Бобър
315.73 Червенска височина
315.74 Жельоногурски вал
315.8 Лешчинска езерна област
315.81 Славненска езерна област
315.82 Кшивинска езерна област
315.83 Кошчянска равнина
315.84 Жарковски вал
317 Саксонско-Лужишки низини
317.2 Долнолужишко понижение
317.23 Зашешка котловина
317.4 Лужишки възвишения
317.46 Мужаковски вал
317.7 Шльонско-Лужишка низина
317.74 Долношльонски гори
317.75 Шпротавска равнина
317.76 Любинска височина
317.77 Легнишка равнина
317.78 Хойновска равнина
318 Централнополски низини
318.1 – 2 Южновеликополска низина
318.11 Лешчинска височина
318.12 Калишка височина
318.13 Конинска долина
318.14 Колска котловина
318.15 Клодавска височина
318.16 Рихвалска равнина
318.17 Турешка височина
318.18 Шерадзка котловина
318.19 Ласка височина
318.21 Грабовска котловина
318.22 Злочевска височина
318.23 Шчерцовска котловина
318.24 Верушовска височина
318.3 Милишко-Глоговско понижение
318.31 Новосулско понижение
318.32 Глоговска трогова долина
318.33 Жмигрудска котловина
318.34 Милишка котловина
318.4 Тшебнишки вал
318.41 Жарско възвишение
318.42 Далковски хълмове
318.43 Шчинавско понижение
318.44 Тшебнишки хълмове
318.45 Твардогурски хълмове
318.46 Остшешовски хълмове
318.5 Шльонска низина
318.51 Рошчиславска височина
318.52 Вроцлавска трогова долина
318.53 Вроцлавска равнина
318.54 Долина на Ниса Клодзка
318.55 Немодлинска равнина
318.56 Олешнишка равнина
318.57 Ополска равнина
318.58 Глубчишко плато
318.59 Рачиборска котловина
318.6 Северномазовска низина
318.61 Плонска височина
318.62 Рачонска равнина
318.63 Млавско възвишение
318.64 Чехановска височина
318.65 Купрьовска равнина
318.66 Долина на Долен Нарев
318.67 Ломженско междуречие
318.7 Централномазовска низина
318.71 Кутненска равнина
318.72 Ловишко-Блонска равнина
318.73 Варшавска котловина
318.74 Долина на Долен Буг
318.75 Долина на Средна Висла
318.76 Варшавска равнина
318.77 Коженишка равнина
318.78 Волиминска равнина
318.79 Гарволинска равнина
318.8 Южномазовски възвишения
318.81 Белхатовска височина
318.82 Лодзки възвишения
318.83 Равска височина
318.84 Пьотърковска равнина
318.85 Бялобжегска долина
318.86 Радомска равнина
318.9 Южноподляска низина
318.91 Подляски пролом на Буг
318.92 Калушинска височина
318.93 Венгровско понижение
318.94 Шедлешка височина
318.95 Желеховска височина
318.96 Луковска равнина
318.97 Вепша (трогова долина)
318.98 Любартовска височина

## 33Чешки масив

### 332СудетисъсСудетска предпланина

#### 332.1 Судетска предпланина
332.11 Стшегомски хълмове
-332.111 Ярошовски хълмове
-332.112 Гочалковешки хълмове
-332.113 Рогожненски хълмове
-332.114 Стшегомски хълмове (микрорегион)
332.12 Швиднишка равнина
332.13 Шленжа
332.14 Намчанско-Стшелински хълмове
332.15 Подсудетско понижение
332.16 Отмуховско понижение
332.17 Пачковска предпланина

#### 332.2Западносудетска предпланина
332.25 Житавско-Згожелешко понижение
332.26 Изерска предпланина
332.27 Качавска предпланина
332.28 Валбжихска предпланина

#### 332.3Западни Судети
332.34 Изерски планини
332.35 Качавски планини
332.36 Йеленьогурска котловина
332.37 Карконоше
332.38 Рудави Яновске

#### 332.4 – 5Централни Судети
332.41 Любавска порта
332.42 Валбжихски планини
332.43 Каменни планини
332.44 Совови планини
332.45 Бардски планини
332.46 Новорудски понижение
332.47 Шчинавско понижение
332.48 Столови планини
332.51 Орлишка предпланина
332.52 Орлишки планини
332.53 Бистшишки планини
332.54 Клодзка котловина

#### 332.6Източни Судети
332.61 Златни планини
332.62 Шнежник (планински масив)
332.63 Опавски планини

## 34Полски равнинно-хълмисти области
341 Шльонско-Краковска равнинно-хълмиста област
341.1 Шльонска равнинно-хълмиста област
341.11 Хелм
341.12 Тарногурска гърбица
341.13 Катовишка равнинно-хълмиста област
341.14 Явожненски хълмове
341.15 Рибнишко плато
341.2 Вижнишко-Велюнска равнинно-хълмиста област
341.21 Велюнска равнинно-хълмиста област
341.22 Лисварти (понижение)
341.23 Вожнишки праг
341.24 Хербски праг
341.25 Понижение на Горна Варта
341.26 Кшепишко понижение
341.3 Краковско-Ченстоховска равнинно-хълмиста област
341.31 Ченстоховска равнинно-хълмиста област
341.32 Олкушка равнинно-хълмиста област
341.33 Кшешовишки ров
341.34 Тенчинска гърбица
342 Малополска равнинно-хълмиста област
342.1 Пшедборска равнинно-хълмиста област
342.11 Радомшчански хълмове
342.12 Опочински хълмове
342.13 Лельовски праг
342.14 Нецка Влошчовска
342.15 Пшедборско-Малогоска верига
342.16 Лопушански хълмове
342.2 Нецка Ниджанска
342.21 Йенджейовско плато
342.22 Меховска равнинно-хълмиста област
342.23 Прошовишко плато
342.24 Воджиславска гърбица
342.25 Долина на Нида
342.26 Нецка Солецка
342.27 Пинчовска гърбица
342.28 Нецка Поланецка
342.3 Келецка равнинно-хълмиста област
342.31 Сехедньовско плато
342.32 Гелньовска гърбица
342.33 Илжешка предпланина
342.34 – 5 Швентокшиски планини
342.36 Сандомежка равнинно-хълмиста област
342.37 Шидловска предпланина
343 Люблинско-Лвовска равнинно-хълмиста област
343.1 Люблинска равнинно-хълмиста област
343.11 Малополски пролом на Висла
343.12 Наленовско плато
343.13 Белжишка равнина
343.14 Ходелска котловина
343.15 Ужендовски възвишения
343.16 Швиднишко плато
343.17 Гелчевско възвишение
343.18 Грабовски дялове
343.19 Замойска падина
343.2 Розточе
343.21 Западно Розточе
343.22 Централно Розточе
343.23 Източно Розточе

## 51Западни КарпатисъсЗападноиСеверно Подкарпатие
512 Северно Подкарпатие
512.1 Остравска котловина
512.11 Кончишка височина
512.2 Ошвенчимска котловина
512.21 Пшчинска равнина
512.22 Долина на Горна Висла
512.23 Вилямовишка предпланина
512.3 Краковска порта
512.31 Скавински ров
512.32 Холежинско понижение
512.33 Помост Краковски
512.4 – 5 Сандомежка котловина
512.41 Крайвисленска низина
512.42 Бойненска предпланина
512.43 Тарновско плато
512.44 Долина на Долен Вислок
512.45 Тарнобжегска равнина
512.46 Долина на Долен Сан
512.47 Билгорайска равнина
512.48 Колбушовско плато
512.49 Тарногродско плато
512.51 Подкарпатска трогова долина
512.52 Жешовска предпланина
513 Външни Западни Карпати
513.3 Западнобескидска предпланина
513.32 Шльонска предпланина
513.33 Велишка предпланина
513.34 Вишнишка предпланина
513.44 – 57 Западни Бескиди
513.45 Шльонски Бескид
513.46 Живешка котловина
513.47 Мали Бескид
513.48 Маковски Бескид
513.49 Виспови Бескид
513.50 Рабчанска котловина
513.51 Живешки Бескид
513.52 Горце
513.53 Сондешка котловина
513.54 Сондешки Бескид
513.6 Централнобескидска предпланина
513.61 Рожновска предпланина
513.62 Ченжковишка предпланина
513.63 Стшижовска предпланина
513.64 Диновска предпланина
513.65 Пшемишълска предпланина
513.66 Горлишко понижение
513.67 Ясленско-Кросненска котловина
513.68 Ясленска предпланина
513.69 Буковска предпланина
513.7 Централни Бескиди
513.71 Ниски Бескиди
514 Централни Западни Карпати
514.1 Оравско-Подхалянско понижение
514.11 Оравско-Новотаргска котловина
514.12 Пенини
514.13 Списко-Губаловска предпланина
514.14 Подтатренски ров
514.5 Татри
514.52 Западни Татри
514.53 Източни Татри

## 52Източни КарпатисИзточно Подкарпатие
521 Източно Подкарпатие
521.1 Саношко-Днестърско плато
521.11 Хировско плато
522, 524 – 526 Външни Източни Карпати (522 = Източни Бескиди)
522.1 Гористи Бескиди
522.11 Саношко-Турчански планини
522.12 Западни Бешчади

## 84 Източнобалтийско-Беларуски низини
841 Източнобалтийски крайбрежни област
841.5 Старопруска низина
841.57 Гуровски възвишения
841.58 Орнешка равнина
841.59 Семпополска низина
842 Източнобалтийски езерни области
842.7 Литовска езерна област
842.71 Роминцка гора
842.72 Западносувалска езерна област
842.73 Източносувалска езерна област
842.74 Аугустовска равнина
842.8 Мазурска езерна област
842.81 Олщинска езерна област
842.82 Мронговска езерна област
842.83 Област на големите мазурски езера
842.84 Венгорапи (област)
842.85 Шески хълмове
842.86 Елшка езерна област
842.87 Мазурска равнина
843 Подляско-Беларуски височини
843.3 Северноподляска низина
843.31 Колненска височина
843.32 Бебжанска котловина
843.33 Бялистошка височина
843.34 Сокулски хълмове
843.35 Високомазовецка височина
843.36 Долина на Горна Нарва
843.37 Белска равнина
843.38 Дрохичинска височина
845 Полесия
845.1 Западна Полесия
845.11 Ломаска падина
845.12 Коденска равнина
845.13 Парчевска равнина
845.14 Сосновишка падина
845.15 Влодавска гърбица
845.16 Ленчинско-Влодавска равнина
845.17 Бжеска Полесия
845.3 Волинска Полесия
845.31 Дорохушко понижение
845.32 Хелмски хълмове
845.33 Дубенско понижение

## 85 Украински равнинно-хълмисти области
851 Волинско-Подолска равнинно-хълмиста област
851.1 Волинска равнинно-хълмиста област
851.11 Хороделски рид
851.12 Хрубешовска котловина
851.13 Сокалски рид
851.2 Побужка котловина
851.21 Белска равнина